# Trichipochira
Trichipochira is een kevergeslacht uit de familie van de boktorren (Cerambycidae). De wetenschappelijke naam van het geslacht werd voor het eerst geldig gepubliceerd in 1959 door Breuning.

## Soorten
Trichipochira omvat de volgende soorten:
- Trichipochira aruensis Breuning, 1959
- Trichipochira batchianensis Breuning & Heyrovsky, 1961